# Carex sarawaketensis
Carex sarawaketensis là một loài thực vật có hoa trong họ Cói. Loài này được Kük. mô tả khoa học đầu tiên năm 1938.